# Tygarrup diversidens
Tygarrup diversidens är en mångfotingart som först beskrevs av Filippo Silvestri 1919.  Tygarrup diversidens ingår i släktet Tygarrup och familjen storhuvudjordkrypare.
Artens utbredningsområde är:
- Nepal.
- Pakistan.

Inga underarter finns listade i Catalogue of Life.